# Várasfenes község
Várasfenes község (románul: Comuna Finiș) község Bihar megyében, Romániában. Központja Várasfenes, beosztott falvai Belényessonkolyos, Füzegy, Körösjánosfalva, Papkútfürdő.

## Népessége
A 2011-es népszámlálás adatai alapján a község népessége 3680 fő volt.